# Processus juridicus
Das Processus juridicus contra sagas et veneficos ist ein Werk von Hermann Goehausen, das sich im 17. Jahrhundert mit der Hexenlehre befasst. Das Buch ist nicht das einzige zur Theorie der Hexenlehre (siehe Hexentheoretiker), aber bei weitem der wichtigste gedruckte Beitrag zu diesem Thema.

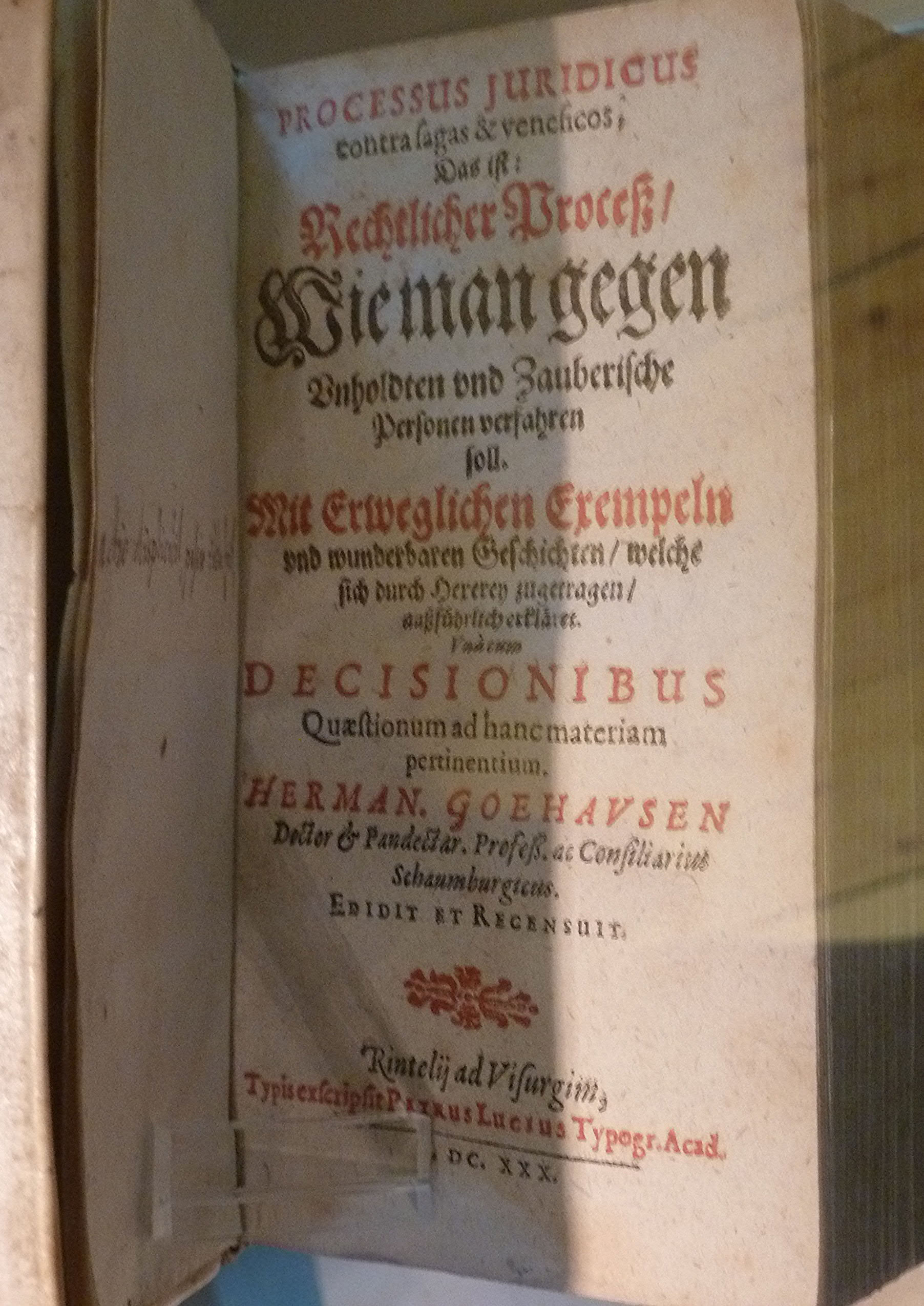
Titelblatt des 'Processus Juridicus' von Hermann Goehausen Rinteln 1630

In seinem 1630 in Rinteln erschienenen Werk PROCESSUS JURIDICUS contra sagas & veneficos. Das ist: Rechtlicher Proceß / Wie man gegen Unholdten und Zauberische Personen verfahren soll kommt die besonders harte Einstellung zum Ausdruck, welche die Rintelner Juristenfakultät in den Hexenprozessen insbesondere durch Goehausen kennzeichnete. Als Mitglied des Spruchkollegiums verwendete Goehausen in seinen Ausführungen häufig Fälle, Belege und Anschauungsmaterial aus der Rintelner Spruchpraxis. Das Buch ist nicht das einzige zur Theorie der Hexenlehre, aber bei weitem der wichtigste gedruckte Beitrag zu diesem Thema. Die ausgeprägte Praxisbezogenheit des Werkes machte es zu einem Handbuch für alle Mitglieder von Spruchkollegien und ländliche Richter, indem es auf alle Erörterungen über die Natur des Bösen und deren Geister etc. verzichtet und kurz und präzise abhandelt, was Richter interessiert: Indizien, Tortur, Straftat, Konfiskation.
Goehausens Buch besteht aus zwei Teilen: dem Processus juridicus und den Decisiones. Der erste Teil war bereits 1629 erschienen und zunächst mit dem Jesuiten Paul Laymann (1574–1635) in Verbindung gebracht worden, aus dessen Theologia moralis große Teile übernommen worden waren. Diese Zuschreibung erwies sich allerdings schon bald als falsch. In der 3. Auflage seines Werkes Theologia moralis hatte sich Laymann nämlich gegen Missbräuche in den Hexenprozessen ausgesprochen und im Vorwort zu dieser Auflage am 24. April 1630 geschrieben: „Ich habe nicht weniges an mehreren Stellen beigefügt, besonders aber über den Hexenprozess, da ich glaubte, diese überaus wichtige Materie, bei der in Deutschland sowohl die Theologen, als auch die Juristen verschiedene Meinungen aufstellen, ausführlicher untersuchen zu müssen.“
In scharfem Widerspruch und als Reaktion auf Goehausens Buch veröffentlichte Friedrich von Spee,  nur ein Jahr später (1631) zunächst anonym seine Gegenschrift Cautio criminalis, die in der gleichen Rintelner Universitätsdruckerei von Petrus Lucius erschien.